# 湖南法治报
湖南法治报是中華人民共和國湖南省的一份法制类報紙，前身為法制周报，由湖南经济电视台出品。1998年1月6日，当代公安报、法制周报、综合治理月刊合併為当代政法报。该报在2003年被湖南广播电视台购并，同年12月29日当代政法报更名为当代法制报，后於2005年8月22日改名為法制周报。2022年5月25日，法制周报更名为湖南法治报。

## 外部連結
- 官方网站